# Gösch (Seefahrt)

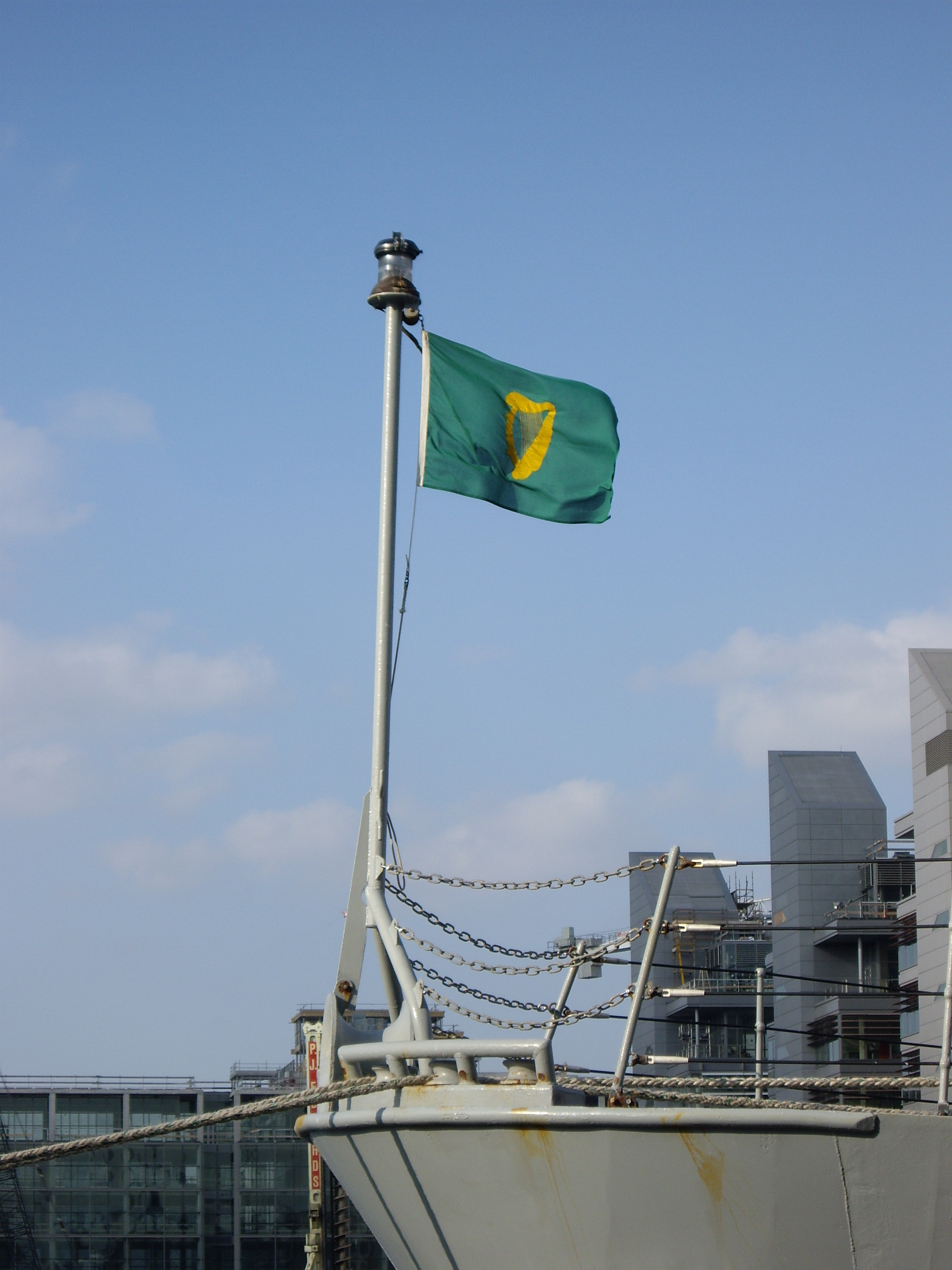
Gösch der irischen Marine

Als Gösch wird die Bugflagge von Schiffen bezeichnet.

## Herkunft
Die Bezeichnung wird auf die Geusen – die niederländischen Freiheitskämpfer des 16. Jahrhunderts – zurückgeführt, obwohl die Flagge an dieser Stelle zu Zeiten der Geusen nicht geführt wurde. Erst nach 1600 sind Flaggen auf dem Bugspriet bzw. am Sprietmast mit Quellen zu belegen. Zu diesem Zeitpunkt sind aber die Geusen nicht mehr vorhanden.

## Verwendung
In der Handelsschifffahrt war früher das Setzen einer Gösch im Hafen und auf Revierfahrt auf Schiffen im Liniendienst üblich. Nach der deutschen Verordnung über die Flaggenführung von 1933 war für deutsche Schiffe statt der Flagge des Heimathafens die Hakenkreuzflagge zu führen.
Heutzutage ist die Gösch insbesondere bei Kriegsschiffen in Verwendung. Sie wird nur gesetzt, wenn das Schiff im Hafen liegt. So auch bei der Deutschen Marine, bei der, wenn das Schiff anlegt, die Gösch am Bug und die Bundesdienstflagge der Seestreitkräfte am Heck gesetzt wird. Legt das Schiff ab, werden die beiden Flaggen eingeholt und die Bundesdienstflagge am Mast gesetzt. Bei einigen anderen Seestreitkräften wird die Gösch auf See am Bug und die Seekriegsflagge im Hafen am Heck gezeigt.
In der zivilen Schifffahrt wird die Gösch heute zumeist auf Passagierschiffen und traditionell zu besonderen Anlässen – wie dem Hamburger Hafengeburtstag – gesetzt.
Die Schiffe der Deutschen Gesellschaft zur Rettung Schiffbrüchiger (DGzRS) tragen als Gösch dauerhaft die „Bremer Speckflagge“.

## Aussehen
In vielen Staaten ist die Gösch identisch mit der Handelsflagge oder Seekriegsflagge, so auch bei der Deutschen Marine. Andere Staaten verwenden Varianten in Größe oder Seitenverhältnis (Norwegen hat zum Beispiel eine quadratische Variante) oder benutzen Flaggen mit einer eigenen Gestaltung, wie beispielsweise Spanien. Einige verwenden auch die (vexillogische) Gösch der Nationalflagge (also das liekseitige Obereck – daher auch der historische Begriff), wie etwa die Flagge der Vereinigten Staaten oder die Flagge der Republik China. Seltener wird als Gösch auch die Flagge des Heimathafens gesetzt.

Deutsche Marine
Norwegische Marine
Armada Española
United States Navy
Republik China (Kuomintang)